# Udo IV.
Udo IV. von Stade, auch Udo von Freckleben († 15. März 1130) war Graf von Stade und Freckleben und Markgraf der Nordmark (1128–1130).

## Leben
Udo war ein Sohn von Graf Rudolf I. von Stade (Udone), Markgraf der Nordmark (1106 bis 1114) und Richardis von Sponheim.
Als Heinrich II. von Stade am 4. Dezember 1128 starb, ohne Erben zu hinterlassen, mag sich dessen Schwager Albrecht der Bär Hoffnung gemacht haben, Markgraf der Nordmark zu werden. Udo wurde aber vom König mit der Nordmark belehnt. Das Gebiet war seit 983 unter slawischer Kontrolle. Der Markgraf war noch immer ein Titel ohne reale Herrschaft, auch wenn sich östlich der Elbe zu dieser Zeit wahrscheinlich deutsche Siedler niedergelassen hatten.
Udo heiratete im gleichen Jahr Mathilde, die Tochter des Grafen Hermann I. von Winzenburg. Seit 1129 lag er mit Albrecht wegen des Amtes des Markgrafen der Nordmark in blutiger Fehde.
Am 15. März 1130 wurde Udo IV. von Albrechts Dienstleuten in der Nähe von Aschersleben erschlagen. Er hinterließ keine männlichen Erben. Nächster Markgraf wurde Konrad von Plötzkau.